# Incilius tacanensis
Espèce
Synonymes
- Bufo tacanensis Smith, 1952

Statut de conservation UICN

 EN B1ab(iii) : En danger
Incilius tacanensis est une espèce d'amphibiens de la famille des Bufonidae.

## Répartition

Distribution

Cette espèce se rencontre entre 1 500 et 1 700 m d'altitude dans la Sierra Madre de Chiapas :
- au Mexique, dans l'extrême Sud-Est du Chiapas ;
- dans le sud-ouest du Guatemala.

## Étymologie
Son nom d'espèce, composé de tacan[a] et du suffixe latin -ensis, « qui vit dans, qui habite », lui a été donné en référence au lieu de sa découverte, le volcan Tacaná (en) au Chiapias, non loin de la frontière avec le Guatemala.

## Publication originale
- Smith, 1952 : A new toad from the highlands of Guatemala and Chiapas. Copeia, vol. 1952, no 3, p. 175-177.